# Veterinärläkemedel
Veterinärläkemedel är läkemedel, som är avsedda att ges till djur. Endast veterinärer får skriva ut receptbelagda veterinärläkemedel och alltså inte läkare. Däremot har veterinärer rätt att skriva ut läkemedel, som är avsedda för människa till djur. I boken FASS Vet finns information om de enskilda svenska veterinärläkemedlen.